# Aktuelle Kamera
Aktuelle Kamera è stato il telegiornale prodotto dalla televisione di stato della Repubblica Democratica Tedesca.

## Origini
La prima edizione del telegiornale fu trasmessa il 21 dicembre 1952. A quel tempo pochi cittadini della Germania Est disponevano di un apparecchio televisivo, sicché l'emittente di stato Deutscher Fernsehfunk era scarsamente considerata dal governo del paese, che usava come organo d'informazione principale il cinegiornale Der Augenzeuge (creato nel 1946). Di conseguenza, nel primo anno di trasmissione, la redazione riuscì a lavorare con una certa autonomia editoriale, non lesinando critiche alla classe dirigente. La situazione cambiò allorché il telegiornale documentò ampiamente con servizi filmati i moti operai che interessarono il paese nel giugno 1953; immediatamente il governo destituì il direttore dell'emittente nazionale e pose la redazione sotto il controllo diretto del Politbüro della SED. Di conseguenza Aktuelle Kamera divenne a tutti gli effetti un organo ufficiale del regime.
Lo stile di conduzione adottato dai presentatori era piuttosto freddo, caratterizzato dalla frequente lettura in studio di lunghi comunicati stampa preparati dall'agenzia di stampa statale ADN: la scaletta proponeva spesso rapporti dettagliati inerenti alle riunioni del Comitato Centrale della SED, le visite di Stato, le cerimonie pubbliche, le attività di funzionari statali e varie altre occasioni ufficiali. Ampio spazio veniva poi dedicato ai miglioramenti (veri o presunti) dell'economia nazionale e in generale ai successi e alle eccellenze della Germania Est e dei paesi a guida comunista. Una censura sistematica colpiva invece le notizie sgradite e potenzialmente sovversive; infine si tendeva a dare un'immagine negativa dei paesi occidentali alleati degli Stati Uniti d'America (ad esempio dando sistematicamente notizia dei morti per droga nella Germania Ovest).
Dall'11 ottobre 1957 il telegiornale, prima trasmesso solo in determinati giorni della settimana, divenne un appuntamento quotidiano.

## Programmazione
L'edizione principale di Aktuelle Kamera, inizialmente trasmessa alle ore 20:00, negli anni 1960 fu anticipata alle 19:30 per non coincidere con i notiziari delle televisioni della Germania Ovest, vale a dire Heute della ZDF e il Tagesschau della ARD, tv che potevano essere ampiamente ricevute nella DDR. La durata dell'edizione principale era di 20 minuti, poi estesi a 30 nel 1972.
Aktuelle Kamera veniva trasmesso a reti unificate (su DDR1 e DDR2) nell'edizione principale e in quella mattutina delle 9:30. A mano a mano che la televisione pubblica incrementava il suo monte ore di trasmissioni, venivano istituite nuove edizioni: alle 12:00 e alle 17:00 per il primo programma, mentre sul secondo programma vennero introdotte le edizioni delle 18:45 (poi spostata alle 17:45 e infine alle 18:55) e quella delle 21:30. Negli anni 1970 fu aggiunta l'edizione della notte, che dal 1980 funse da chiusura dei palinsesti su entrambe le reti.

## Ascolti

Cartina che mostra la copertura del segnale televisivo del consorzio ARD (syndication televisiva pubblica tedesco-occidentale) sul territorio della DDR. In nero sono riportate le aree non coperte.

Aktuelle Kamera soffrì costantemente la concorrenza dei telegiornali e dei programmi d'informazione prodotti dalle reti televisive della Germania federale, il cui segnale copriva anche gran parte del territorio orientale (fatte salve due aree circoscritte a nord-est compresa l'isola di Rügen e sud-est). Sebbene le autorità della DDR conducessero una serrata propaganda per scoraggiare la ricezione dei programmi radiotelevisivi esteri (potenzialmente forieri di idee sovversive e notizie censurabili), questi venivano ampiamente ascoltati dal pubblico orientale, che sovente li preferiva a quelli autoctoni.
L'impossibilità di bloccare in modo permanente la ricezione delle emittenti estere indusse il governo della DDR a mettere in campo varie strategie per tentare di ridurre l'audience dei programmi "capitalisti". Tra di esse si annovera la produzione del programma settimanale Der schwarze Kanal ("il canale nero"), trasmesso dal 1960 al 1989, che proponeva spezzoni di programmi delle reti televisive della Germania federale, commentati e presentati in modo da evidenziarne le "mistificazioni" e la loro "vera natura". L'iniziativa sortì comunque uno scarso effetto sull'audience orientale, con un indice d'ascolto medio stimato pari al 5%.
Un'altra azione volta a contrastare la ricezione dei canali "capitalisti" consistette nella scelta di convertire al colore il segnale televisivo adottando lo standard francese SÉCAM in luogo del PAL (usato nella Germania federale e in Europa); anche questa soluzione non riuscì tuttavia a bloccare la ricezione dei programmi occidentali, potendo solamente intaccarne la qualità d'immagine.
Il governo comunista allentò tuttavia ben presto il controllo su questo aspetto, arrivando nel 1977 a permettere la vendita nel paese di apparecchi televisivi dual-standard, predisposti a ricevere sia segnali SECAM che PAL).

## Verso la caduta della DDR
Verso il mese di ottobre 1989 la crescente crisi del governo tedesco orientale allentò il controllo della censura sulla redazione, che poté così acquisire sempre più autonomia editoriale e proporre pertanto servizi più veritieri sulla situazione del paese: a titolo d'esempio, il telegiornale serale del 16 ottobre documentò con filmati esaustivi le manifestazioni contro il regime scoppiate a Lipsia.

## Dopo la Riunificazione tedesca
Dal 30 ottobre 1989 e per i successivi cinque mesi le edizioni di Aktuelle Kamera trasmesse sul secondo canale furono rinominate Aktuelle Kamera Zwo. Contestualmente, l'edizione delle 12:50 fu ribattezzata Aktuelle Kamera am Mittag, mentre l'edizione principale delle 19:30 divenne Aktuelle Kamera am Abend. I restanti bollettini furono denominati Aktuelle Kamera-Nachrichten (o Aktuelle Kamera-Kurznachrichten per quelli di breve durata).
L'ultima edizione di Aktuelle Kamera am Abend, condotta da Wolfgang Meyer, andò in onda il 14 dicembre 1990 alle 19:30, mentre l'ultima edizione in assoluto denominata Aktuelle Kamera, condotta da Petra Kusch-Lück, andò in onda alle 13:00 del giorno successivo. Il 16 dicembre i telegiornali della DFF assunsero la denominazione Aktuell, continuando ad andare in onda fino alla fine del 1991, quando la DFF fu definitivamente chiusa.

## Presentatori
Lista dei principali presentatori del programma
- Herbert Köfer
- Klaus Feldmann
- Elisabeth Süncksen
- Hans-Dieter Lange
- Angelika Unterlauf
- Wolfgang Meyer
- Wolfgang Lippe
- Matthias Schliesing
- Renate Krawielicki
- Anne-Rose Neumann
- Peter Kessel
- Christel Kern
- Klaus Ackermann
- Heidrun Schulz